# Lwowskie Spotkania
Lwowskie Spotkania – społeczno-kulturalny miesięcznik polski na Ukrainie wydawany we Lwowie od 1944 roku.